# 70

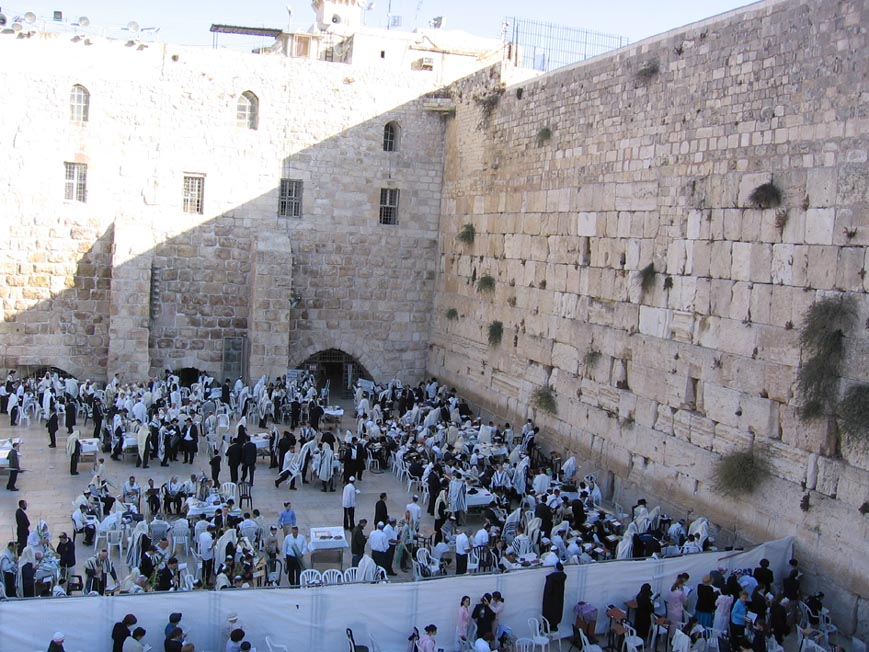
De Klaagmuur bij de Joodse Tempel

Het jaar 70 is het 70e jaar in de 1e eeuw volgens de christelijke jaartelling.

## Gebeurtenissen

### Italië
- In Rome worden Vespasianus Augustus en zijn zoon Titus Caesar Vespasianus, door de Senaat gekozen tot consul van het Imperium Romanum.
- Keizer Vespasianus herstelt de pretoriaanse garde in ere en benoemt Sextus Julius Frontinus tot pretor van Rome.
- Domitianus treedt in het huwelijk met de 17-jarige Domitia Longina, een dochter van Gnaius Domitius Corbulo.
- De Senaat benoemt Vespasianus na zijn overwinning op de Joden tot Pater patriae.

### Europa
- Maart - Castra Vetera (Xanten) wordt door de Bataven veroverd, de commandant Munius Lupercus geeft zich over. Julius Civilis belooft een vrije aftocht, maar onderweg worden 5.000 soldaten van Legio V Alaudae en Legio XV Primigenia in een hinderlaag afgeslacht.
- April - Bataafse Opstand: De Germaanse stammen de Chatten en de Usipeten bedreigen Mogontiacum (Mainz). Vespasianus stuurt een Romeins expeditieleger (8 legioenen) naar Germania Inferior om de opstand van de Bataven, Frisii en Galliërs te onderdrukken.
- September - Het Romeinse leger onder bevel van Quintus Petillius Cerialis verslaat de Bataven bij Xanten. Civilis steekt zijn hoofdstad Oppidum Batavorum (huidige Nijmegen) in brand en trekt zich terug in de Betuwe. Later op een brug over de rivier de Nabalia (waarschijnlijk de IJssel of de Utrechtse Vecht) stemt hij toe in vredesonderhandelingen.
- De Romeinen bouwen een amfitheater in Londinium.

### Palestina
- Einde van de Joodse oorlog: Titus belegert Jeruzalem en omsingelt de stad met vier legioenen. Na de inname wordt de Joodse Tempel verwoest en worden de inwoners als slaven afgevoerd. De Klaagmuur blijft als zichtbaar restant intact. De Zeloten onder leiding van Eleazar ben Ya'ir verschansen zich in het onneembare fort Massada aan de Dode Zee.
- Rabel II (r. 70 - 106) volgt zijn vader Malichus II op als laatste koning van de Nabateeërs.

### Japan
- Keiko (r. 70 - 130) bestijgt de troon als de 12e keizer van Japan.

## Geboren
- Gaius Julius Quadratus Bassus, Romeins consul en veldheer (overleden 118)
- Lusius Quietus, Romeins veldheer en gouverneur van Judea (overleden 118)
- Marinus van Tyrus, Grieks geograaf, cartograaf en wiskundige (overleden 130)
- Pompeia Plotina, Romeinse keizerin (echtgenote van Trajanus) (overleden 122)
- Quintus Pompeius Falco, Romeins veldheer en staatsman

## Overleden
- Heron van Alexandrië, Grieks wetenschapper
- Lucius Junius Moderatus Columella, Romeins schrijver
- Phannias ben Samuël, Joods hogepriester